# Wolf von Goddenthow

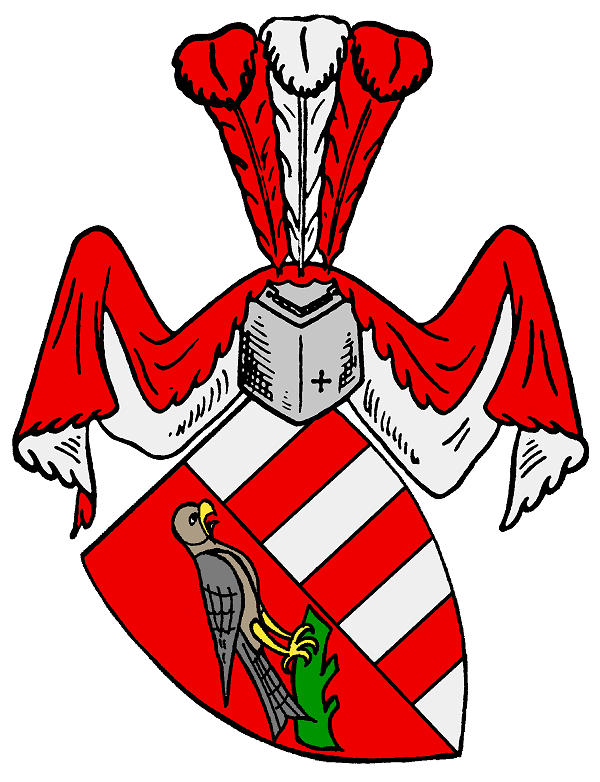
Wappen derer von Goddenthow

Die Familie von Goddenthow, seit 1838 auch Wolf von Goddenthow, ist ein Adelsgeschlecht, das im Jahre 1284 im Gebiet von Lauenburg in Pommern zum ersten Mal urkundliche Erwähnung fand und somit zum pommerschen Uradel zählt. Ab etwa 1700 war es auch in Westpreußen und in Ostpreußen ansässig.

## Geschichte
Das Geschlecht hat seinen Namen von dem bereits 1284 genannten Gut Goddenthow bei Lauenburg entlehnt. Es führt seine Abstammung zurück auf den pommerellischen Ritter Hannus von Ditleve (Ditleben, Dytlenben), der 1361 vom Deutschen Ritterorden durch seinen Hochmeister Winrich von Kniprode mit Goditow (Goddenthow) „frei und erblich“ belehnt wurde.
Die gesicherte Stammreihe beginnt mit Albertus von Goddentow (1463–1491)  bzw. mit dessen Bruder Jakob von Guddentow (Goddentow), der mit seinen Brüdern Albertus und Martin, den „Erwen und Lehne von Vaddern und Olderen her“, 1491 bzw. 1493 urkundlich mit Goddentow, Reddestow, der Mühle von Damerkow, Koppenow und Zdrewen belehnt wurde. Der Familienname entwickelte von de Godeto. bzw. de Goditowo, über Goddutow und Goddent(h)ow (um 1523) bis hin zu Wolf(f) von Goddenthow. Um 1838 war der Vorname Wolf, wie bei Major Karl Hermann Wolf von Goddenthow, in einigen Offizierspatenten versehentlich dem Nachnamen zugeschlagen worden, woraus sich später die Schreibweise Wolf von Goddenthow ergab.
Das Geschlecht gehörte über Jahrhunderte zur Pommerschen Ritterschaft. Mit dem Tod von Major Wilhelm Friedrich Ferdinand von Goddenthow starb um 1830 die II. Linie aus.
Die I. Linie wurde um 1700, nach dem Verkauf des pommerschen Stammgutes, in Ost- und Westpreußen mit wechselndem Grundbesitz ansässig, unter anderem in den Regionen: Mohrungen, (Mosens, Rombitten), Soldau (Ruttkowitz), Löbau (Generalpachten der königlichen Domänen Krottoschin, Lonkorrek)., Strasburg (Groß Plowenz), Briesen (Dembowalonkaische Güter) und Osterode (Groß Schmückwalde, Klein Schmückwalde, Rheinsgut und Nasteiken) bis zum Verkauf 1825 infolge der Verwüstungen und Plünderungen der napoleonischen Kriegszüge; ab 1826 Pächter auf Wittigwalde.
Mit dem „Heldentod“ von Major Wilhelm Karl Hermann Wolf von Goddenthow, Bataillons-Kommandeur im Holsteinischen Infanterie-Regiment Nr. 85, am 18. August 1870 in der Schlacht bei Gravelotte im Deutsch-Französischen Krieg endet die 500-jährige Ära pommersch-preußischer Familiengeschichte. Major Wilhelm Karl Hermann v.G. wurde gemeinsam mit Hauptmann Fischer, Lieutenant Fontenay, Fähnrich Patzig und Lieutenant Graf Siegfried von der Recke-Vollmerstein in einem Gemeinschaftsgrabmal 1870 auf dem Zivilfriedhof der lothringischen Gemeinde Vernéville beigesetzt. Das Grabmal wurde 2004 generalsaniert.

Wappen bei Siebmacher

## Wappen
Das gespaltene Wappen zeigt rechts in Rot auf einem schräglinken grünen Ast einwärts-sitzend einen natürlichen Falken (auch Papagei), links in Silber drei rote Balken. Auf dem Helm mit rot-silbernen Decken drei (rot, silber, rot) Straußenfedern.